# Зони H II

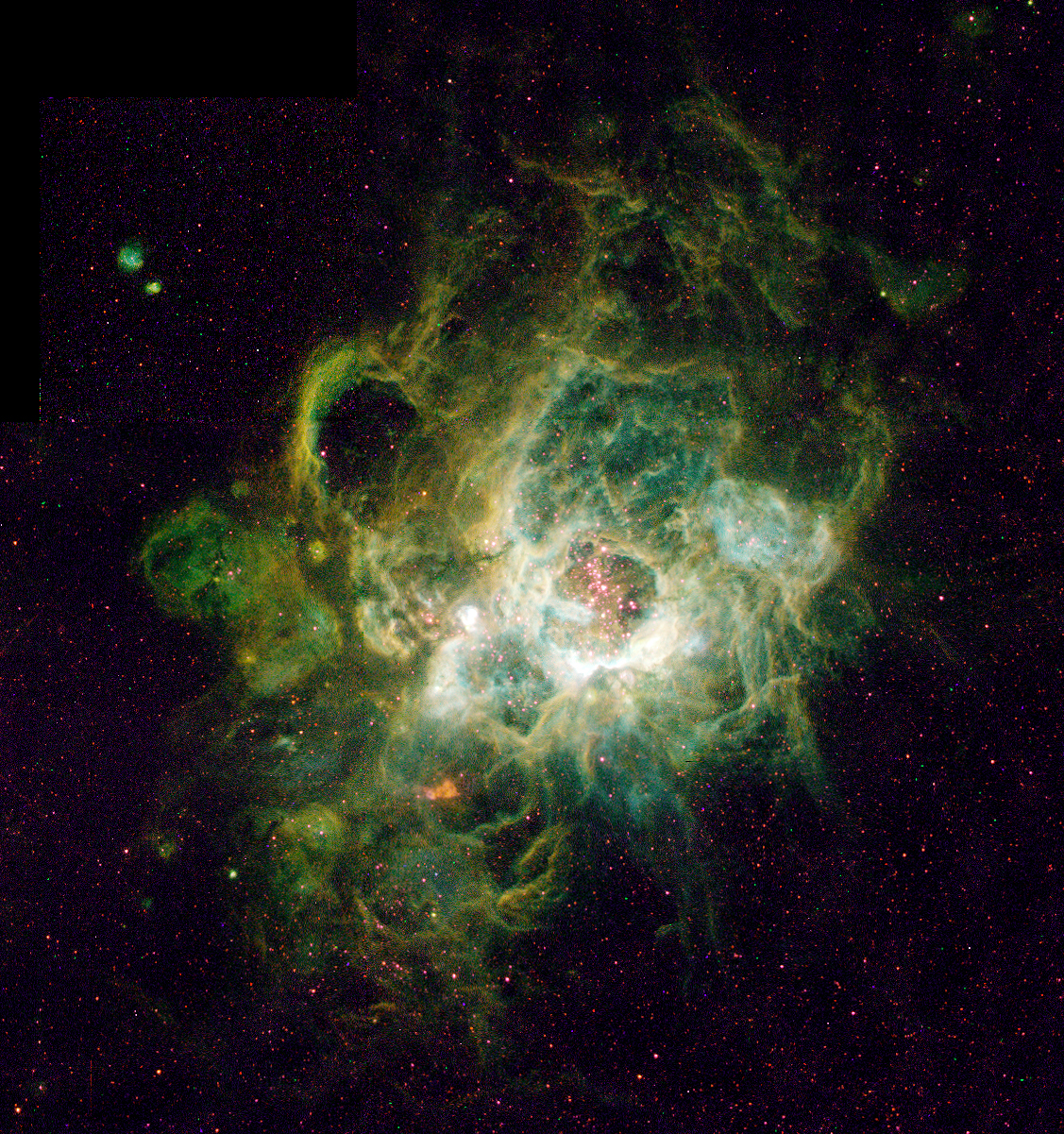
NGC 604, гігантська зона H II у галактиці Трикутника

Зони H II — це великі хмари частково іонізованого газу низької щільності, у яких нещодавно відбулося зореутворення. Короткоживучі яскраві блакитні зорі, що утворилися у таких зонах, випромінюють багато ультрафіолету, що іонізує навколишній газ. Зони H II — деколи діаметром у декілька сотень світлових років — часто асоціюються з гігантськими молекулярними хмарами. Першою відомою зоною H II стала туманність Оріона, яка була відкрита 1610 року Ніколя-Клод Фабрі де Пейреском.
Зони H II отримали назву за наявну в них велику кількість іонізованого атомарного водню, який позначається H II (вимовляється «аш-два»)  (порівняйте H I —  нейтральний атомарний водень, та H2 — молекулярний водень). Такі зони мають дуже різноманітні форми, оскільки розподіл зір та газу в них нерівномірний. Часто вони здаються складеними зі шматків та ниток, а деколи утворюють чудернацькі форми, як туманність Кінська Голова. У зонах H II протягом кількох мільйонів років народжується тисячі зір, а потім вибухи наднових та потужний Зоряний вітер наймасивніших зір утвореного скупчення розвіюють газ із зони H II і залишається лише молоде скупчення зір, таке як Стожари.
Зони H II можна спостерігати на значних відстанях. Дослідження зон, розташованих поза межами Чумацького Шляху, є важливим для вивчення відстані та хімічного складу інших галактик. Спіральні та неправильні галактики мають багато зон H II, а в еліптичних їх майже нема. У спіральних галактиках, включно з нашою, зони H II сконцентровані у спіральних рукавах, а в неправильних — розподілені хаотично. Деякі галактики мають величезні зони H II, що можуть містити десятки тисяч зір. Прикладами таких велетнів є NGC 2070 у Великій Магеллановій Хмарі та NGC 604 у галактиці Трикутника.

## Спостереження

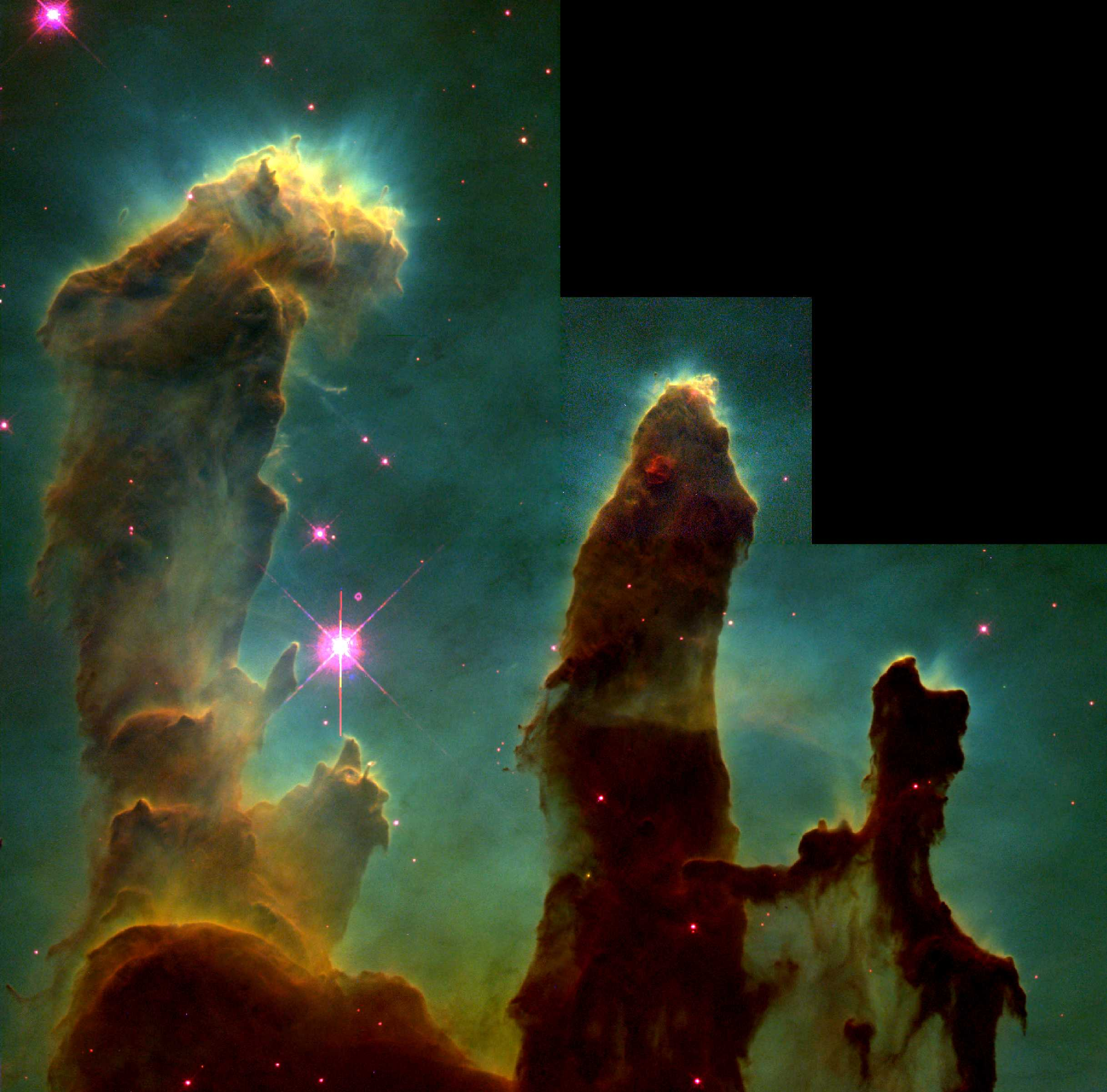
Темні ділянки зореутворення у туманності Орла, які отримали назву Стовпи творіння

Декілька з найяскравіших зон H II можна спостерігати неозброєним оком, однак жодну з них не помітили до винаходу телескопа на початку 17-го сторіччя. Навіть Галілео Галілей не помітив туманності Оріона, коли він вперше спостерігав зоряне скупчення всередині неї (перед тим внесене до каталогу Йоганом Байєром як одна зоря Тета Оріона). Французький астроном Ніколя-Клод Фабрі де Пейреск вважається відкривачем Туманності Оріона 1610 року. З того часу були відкриті численні зони H II у нашій та інших галактиках.
Фрідріх Вільям Гершель спостерігав Туманність Оріона 1774 року та описав її як «несформований вогненний туман, хаотичний матеріал майбутніх зір». Ця гіпотеза була підтверджена лише через сто років, коли Вільям Гаґґінс з дружиною Мері Гаґґінс спрямували спектроскоп на різні туманності. Деякі з них, наприклад туманність Андромеди, мали спектри, дуже схожі на зоряні, пізніше стало зрозуміло, що це галактиками з мільйонами зір. Інші ж дуже відрізнялися — замість неперервного спектру з лініями поглинання, які накладаються одна на одну, туманність Оріона та інші подібні об'єкти мали лише невелику кількість ліній емісії. У планетарних туманностях найяскравішою з таких ліній була лінія з довжиною хвилі 500,7 нанометрів, яка не відповідала жодній з відомих ліній хімічних елементів. Спочатку було висунуто гіпотезу, що лінія може належать невідомому елементу, якому дали назву небулій (від англ. nebula - «туманність») — подібно до того, як 1868 року шляхом аналізу спектру Сонця було відкрито гелій. Проте гелій невдовзі після відкриття в спектрі Сонця було виявлено й на Землі, а з небулієм цього не сталося. На початку 20-го ст. Генрі Норріс Расселл висунув гіпотезу, що лінія 500,7 нм належить не новому елементу, а відомому елементу в незвичних умовах.

Туманність Оріона

Міжзоряна речовина в астрономічних масштабах вважається доволі щільною, однак в лабораторних умовах таку густину вважають вакуумом. У 1920-х роках фізики продемонстрували, що в газі дуже низької густини, електрони в атомах та іонах можуть займати збуджені метастабільні енергетичні рівні, тоді як за більшої густини швидко переходять зі збудженого стану до основного внаслідок зіткнень. Перехід електронів з таких рівнів у подвійно іонізованому кисні створює лінію 500,7 нм. Ці спектральні лінії, які можна побачити лише в газах дуже низької густини, отримали назву заборонених ліній. Спектроскопічні спостереження довели, що більшість планетарних туманностей містять дуже розріджений двічі іонізований кисень (OIII).
Втім, у зонах HII домінуючою спектральною лінією є лінія з довжиною хвилі 656,3 нм, добре відома як Hα, яка випромінюється атомарним воднем: фотон такої довжини хвилі випромінюється, коли електрон в атомі водню змінює свій збуджений стан з третього (n=3) на другий (n=2). Така зміна станів часто відбувається, коли електрон захоплюється іонізованим атомом водню (протоном) і каскадом падає з вищих рівнів збудження до основного, незбудженого рівня (n=1). Тому було зроблено висновок, що зони HII складаються з суміші електронів та іонізованого водню, які постійно рекомбінуюють в атоми водню.
Спостереження протягом 20-го сторіччя довели, що зони H II часто містять гарячі яскраві зорі, які в багато разів масивніші за Сонце та мають короткий час існування (всього декілька мільйонів років у порівнянні з мільярдами років для зір сонячного типу). Тому було висунуто припущення, що зони H II є ділянками, на яких утворюються молоді зорі. Протягом декількох мільйонів років у зоні H II формується зоряне скупчення, а потім радіаційний тиск молодих гарячих зір розвіює туманність. Стожари є прикладом розсіяного скупчення, яке звільнило зону H II, у якій воно утворилося, від більшої частини речовини. Залишився лише слід у вигляді відбивної туманності.

## Походження та тривалість існування

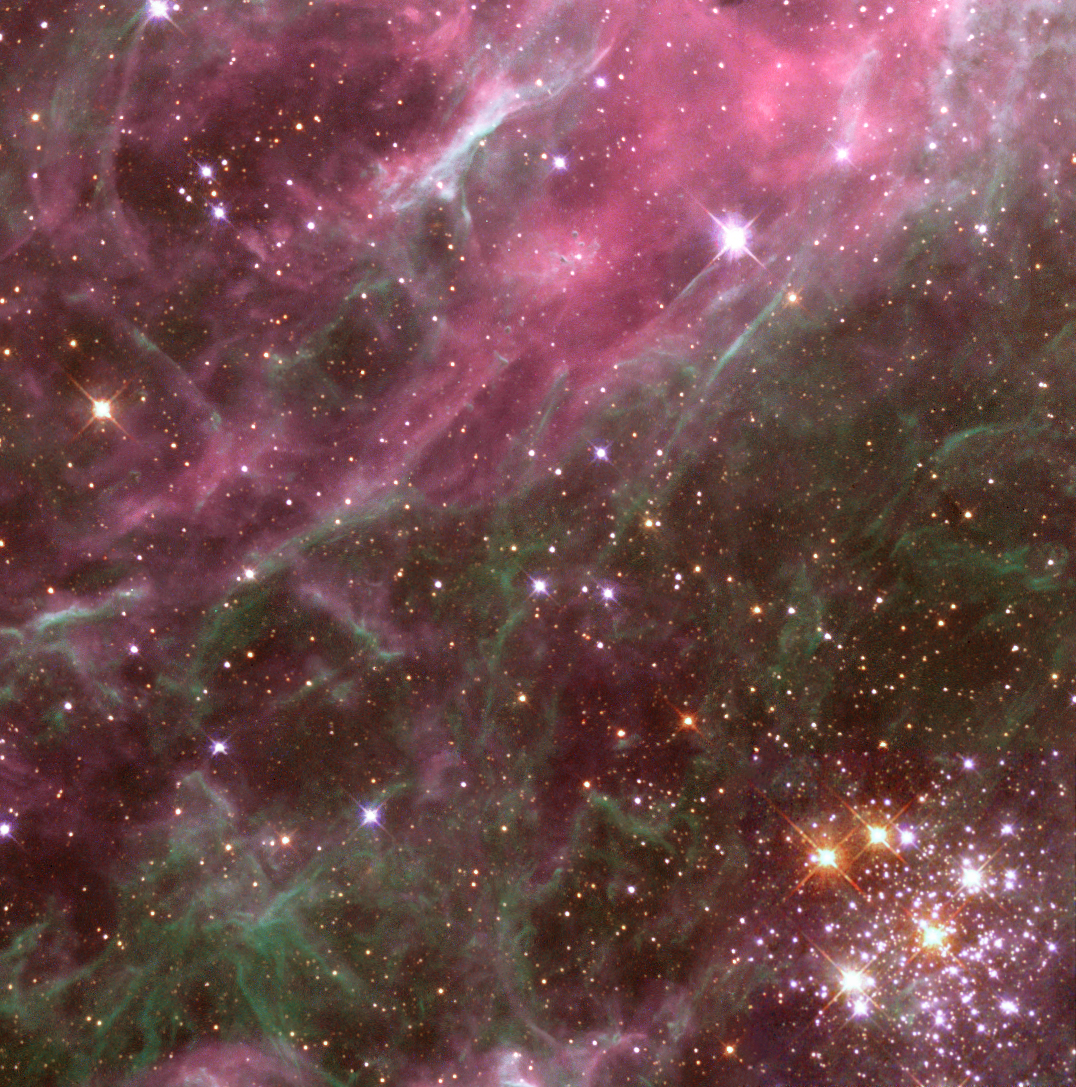
Фрагмент туманності Тарантула, велетенської зони H II у Великій Магеллановій Хмарі

Попередниками зон H II є велетенські молекулярні хмари (ВМХ). ВМХ — це холодні (10-20 K) та густі хмари, які складаються переважно з молекулярного водню. Такі хмари можуть існувати в стабільному стані тривалий час, але ударні хвилі від вибухів наднових, зіткнення з іншими хмарами або магнітна взаємодія можуть спричинити їх колапс. У процесі колапсу такої хмари відбувається її фрагментація та народжуються зорі.
Наймасивніші з новонароджених зір у ВМХ досягають температур, достатніх для іонізації навколишнього газу. І невдовзі після формування поля іонізуючої радіації, енергетичні фотони створюють фронт іонізації, який рухається з надзвуковою швидкістю. Чим далі від іонізуючої зорі, тим повільніший рух фронту іонізації, а тиск іонізованого газу змушує ВМХ збільшуватись у об'ємі. Поступово фронт уповільнюється до швидкості швидкості звуку і його випереджає ударна хвиля розширення речовини, викинутої з туманності. Це завершує утворення зони H II.
Тривалість існування зони H II становить декілька мільйонів років, оскільки радіаційний тиск гарячих молодих зір поступово «вимете» більшість газу. Процес зореутворення є дуже неефективним — на зорі перетворюється менше 10% газу зони H II, а решта — викидається. Пришвидшують втрату газу спалахи наднових, на які наймасивніші зорі перетворюються всього через кілька мільйонів років після утворення.

## Руйнування зоряних ясел

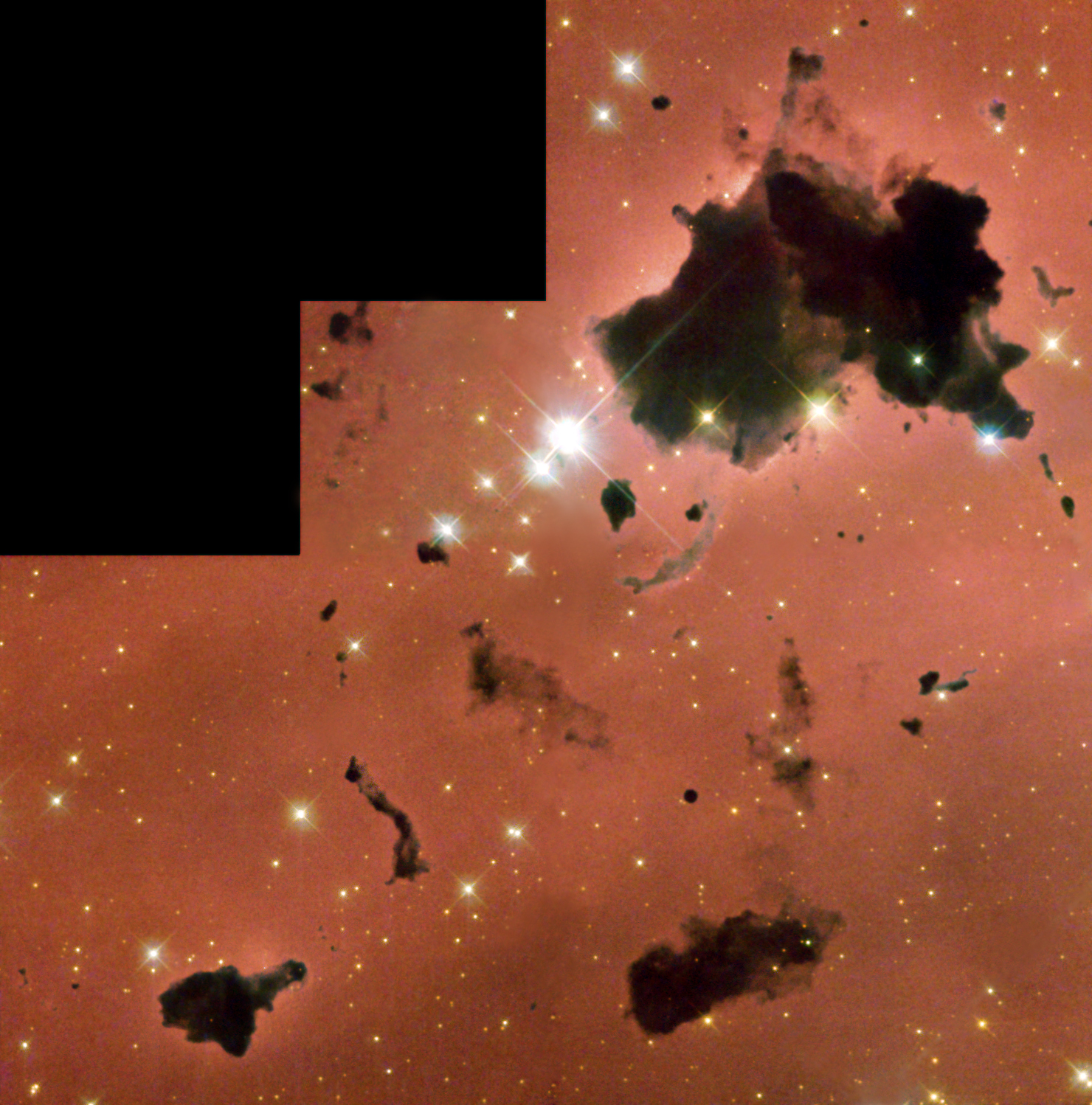
Глобули Бока у зоні H II IC 2944

Зорі утворюються зі згустків холодного молекулярного газу, який їх спочатку надійно приховує їх. Зоря стає видимою лише коли радіаційний тиск зорі розвіює «кокон» навколо неї. Гарячі блакитні зорі, мають досить потужне випромінювання для іонізації значних обсягів водню та досить швидко утворюють зону H II, висвічуючи регіон, де вони утворились. Щільні ділянки, які містять молодші або менш масивні зорі, які ще формуються та, відповідно, не «розкидали» навколишню речовину, часто спостерігають як силует на фоні решти іонізованої туманності. Такі темні ділянки відомі як глобули Бока, на честь астронома Барта Бока, що в 1940-х роках висунув теорію про те, що вони можуть бути місцем народження зір. Ця гіпотеза була підтверджена 1990 року. Радіація зір, що формує зону H II, поступово вимітає й речовину цих глобул. У цьому сенсі зорі, які формують зони H II, знищують зоряні ясла й спиняють процес зореутворення. Однак коли в зоні H II вибухає наднова, радіаційний та механічний тиск від неї може стиснути глобулу, зробивши її щільнішою, що викликає остаточний сплеск зореутворення в ній.
Молоді зорі зон H II демонструють докази існування у них планетарних систем. Телескоп Габбл виявив сотні протопланетарних дисків у туманності Оріона. Здається, що не менше половини молодих зір у цій туманності оточені газопиловими дисками, які гіпотетично містять речовини у багато разів більше, ніж потрібно для створення планетарної системи типу Сонячної.

## Характеристики

### Фізичні властивості

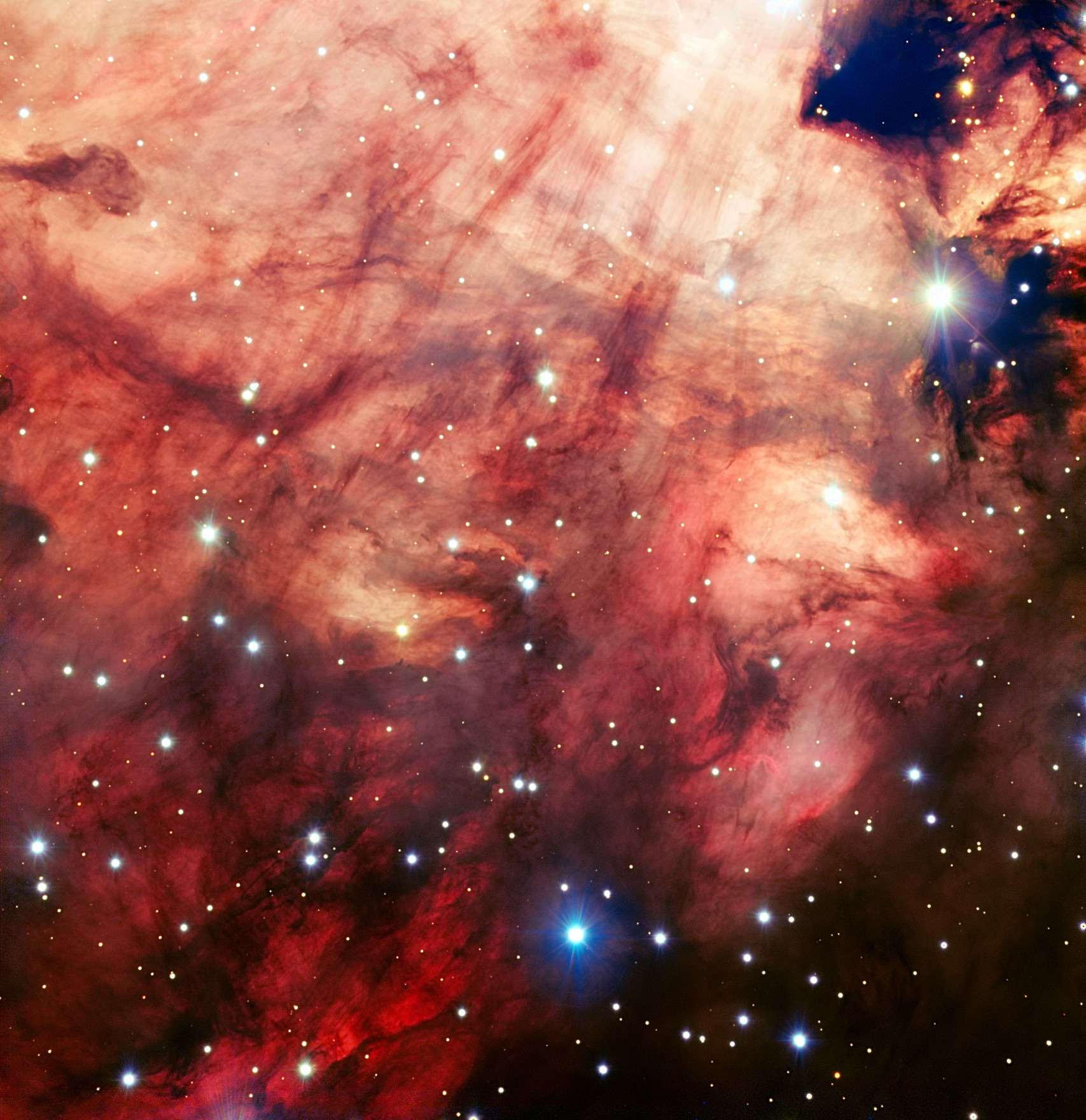
Туманність Омега, зона H II у сузір'ї Стрільця.

Зони H II значно відрізняються за своїми фізичними властивостями. За розміром вони можуть бути від так званих ультра-компактних (UCHII) зон (можливо менше світлового року в діаметрі) до велетенських зон H II у декілька сотень світлових років у діаметрі. Їх розмір відомий як радіус Стремгрена та в цілому залежить від інтенсивності джерела іонізуючих фотонів та густини зони. Густина варіюється від більше мільйона частинок на см³ в ультра-компактних зонах H II до лише декілька частинок на см³ у найбільших та найрозрідженіших зонах. З цього можна припустити значення їх загальної маси від 100 до 105 мас Сонця.
Залежно від розміру зони H II, в ній може бути до декількох тисяч зір, тому за структурою вони складніші, ніж планетарна туманність, яка має лише одне джерело іонізації. Здебільшого, газ зони H II сягає температури 10 000 K. Це переважно іонізовані гази зі слабкими магнітними полями силою у декілька нанотесла. Однак, зони H II майже завжди асоціюються з холодним молекулярним газом, який походить з тієї ж велетенської молекулярної хмари. Магнітні поля утворюються від слабкого руху електричних зарядів в іонізованому газі, що може свідчити про наявність у зонах H II електричних полів.
Зони H II на 90% складаються з водню. Найсильніша лінія емісії водню з довжиною хвилі 656,3 мм надає зонам H II їх характерного червоного кольору. Решта зони H II становить гелій, з мінімальними кількостями важчих елементів. При збільшенні відстані від центру галактики кількість важких елементів у зонах H II зменшується. Причиною цього вважається більш інтенсивний протягом існування галактики процес зореутворення в її щільніших центральних регіонах, і відповідно збагачення міжзоряного середовища цих регіонів продуктами нуклеосинтезу.

### Кількість та розподіл

Намиста червоних зон H II позначають рукави галактики Вир

Зони H II спостерігаються лише у спіральних (таких як Чумацький Шлях) та неправильних галактиках. Їх практично не спостерігають в еліптичних галактиках. У неправильних галактиках вони можуть бути розкидані по всій галактиці, а у спіральних — концентруються в рукавах. Велика спіральна галактика може містити тисячі зон H II.
Причиною, чому зони H II рідко наявні в еліптичних галактиках, вважається походження цих галактик від зіткнення інших галактик. У скупченні галактик такі зіткнення досить часті. Коли галактики взаємодіють, окремі зорі в них практично ніколи не стикаються, але вплив на великі молекулярні хмари та зони H II у цьому процесі дуже сильний. Ці умови провокують величезні спалахи народження зір, настільки швидкі, що замість звичайних 10% (або й менше), на зореутворення витрачається майже весь газ. Галактики з таким швидким формуванням зір відомі як «галактики зі спалахом зореутворення». Утворені після злиття еліптичні галактики мають дуже низький вміст газу й зони H II не можуть більше формуватись.
Спостереження 21 сторіччя показали, що невелика кількість зон H II існує поза межами галактик. Ці міжгалактичні зони H II можуть бути залишками припливних збурень малих галактик, а інколи можуть бути новим поколінням зір у нещодавно захопленому в процесі акреції газі.

### Морфологія
Зони H II трапляються різноманітних розмірів. Як правило вони неоднорідні на різних рівнях — від малого до великого. Кожна зоря у зоні H II іонізує майже кулясту ділянку навколишнього газу, відому як сфера Стремгрена, але їх об'єднання в одну зону H II та розширення розігрітої туманності у навколишній простір створюють різкі градієнти густини, результатом чого є складні форми туманностей. У форму зони H II внесок роблять і наднові. Деколи формування великого зоряного скупчення у зоні H II сприяє його вихолощенню зсередини. Прикладом такого є NGC 604, велетенська зона H II у галактиці Трикутника. Для далеких зон H II, де роздільна здатність недостатня, застосовується зворотнє перетворення Лапласа до спектру довжини для отримання деякої інформації про структуру зони (електронна густина як функція від відстані до центру та оцінка кількості згустків).

## Значущі зони HII

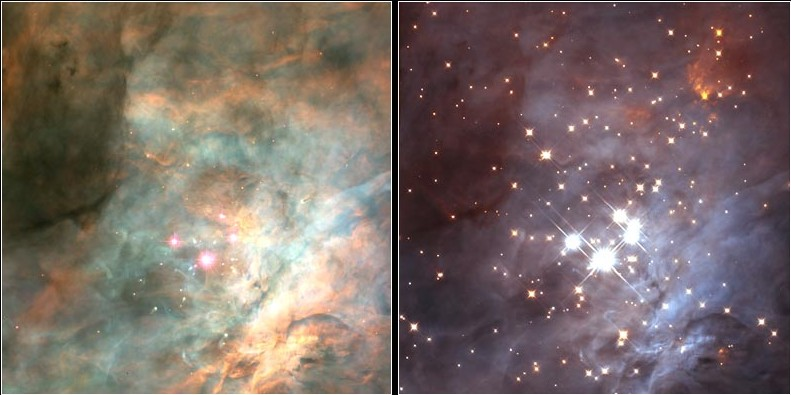
Оптичне зображення (зліва) демонструє газопилові хмари у туманності Оріона; інфрачервоне зображення (справа) показує, як зсередини сяють молоді зорі

Значущими зонами H II у нашій Галактиці та її околицях є туманність Оріона, туманність Киля та комплекс Берклі 59 / Цефей OB4. Туманність Оріона, розташована на відстані бл. 500 парсек (1 500 світлових років), є частиною Великої Магелланової Хмари (яка має назву ОМХ-1), яка, якби була повністю видимою, заповнила б більшість сузір'я Оріона. Туманність Кінська Голова та Петля Барнарда — ще дві частини цієї хмари газу. Туманність Оріона є тонким шаром іонізованого газу на зовнішній ділянці ОМХ-1. За цю іонізацію відповідальні зорі Трапеції Оріона та в першу чергу Тета1 Оріона С.
Велика Магелланова Хмара, галактика-супутник Чумацького Шляху на відстані бл. 50 кілопарсеків (160 тисяч світлових років), містить велетенську зону H II — туманність Тарантула. З діаметром бл. 200 парсек (650 світлових років), ця туманність є наймасивнішою та другою за розміром зоною H II у Місцевій групі. Вона значно більша за туманність Оріона та формує тисячі зір, деякі з масами більше 100 сонячних — класу OB та зорі Вольфа—Райє. Якби туманність Тарантула була до нас так близько, як туманність Оріона, вона б світила як повний Місяць вночі. Наднова SN 1987A вибухнула на краю туманності Тарантула.
Інша велетенська зона H II — NGC 604, розташована у спіральній галактиці M33, яка перебуває на відстані 817 кілопарсек (2,66 мільйонів світлових років). З розмірами приблизно 240 × 250 парсек (800 × 830 світлових років), NGC 604 є другою за масою зоною H II у Місцевій групі (після туманності Тарантула), однак трохи більша за розмірами. Зона містить бл. 200 гарячих зір класу OB та Вольфа-Райє, які розігрівають газ у ній до мільйонів градусів, що утворює яскраве рентгенівське випромінювання. Загальна маса газу у NGC 604 оцінюється в 6 000 мас Сонця.

## Поточні проблеми

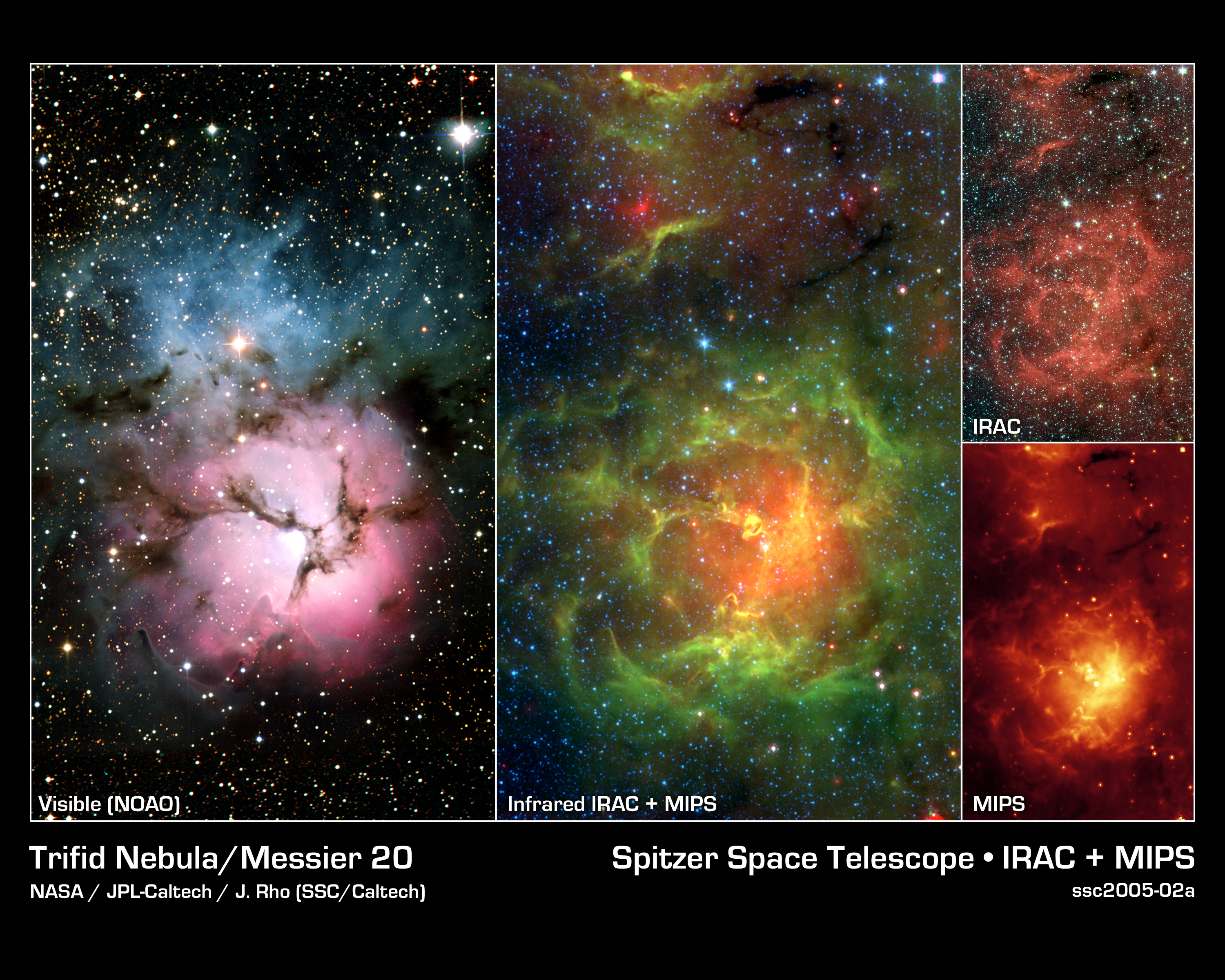
Потрійна туманність видима на різних довжинах хвилі

Як і з планетарними туманностями, оцінки поширеності хімічних елементів у зонах H II має елемент невизначеності. Існує два різних підходи до визначення металічності (частки елементів, важчих за водень та гелій) у туманності, які покладаються на різні типи спектральних ліній, і між результатами застосування цих двох підходів часто існують значні розбіжності. Деякі астрономи вважають існування таких розбіжностей великим флуктуаціями температури в зонах H II; інші вважають розбіжності занадто великими для пояснення впливом температури та на пояснення висувають гіпотези про існування холодних вузлів, які містять дуже мало водню.
Подробиці формування масивних зір у зонах H II вивчені ще не дуже добре, цьому заважають дві основні проблеми. Перша — відстань від Землі до великих зон H II є значною: найближча з них, NGC 1499, розташована за 300 парсек (1 000 світлових років), а інші — на відстані вдвічі і більше далі. Друга — утворення зір значно затемнено пилом і спостереження у видимому світлі неможливі. Радіо- та інфрачервоне випромінювання може пройти крізь пил, але наймолодші зорі на цих довжинах хвилі можуть випромінювати надто мало світла.